# دو دختر انگلیسی و مرد اروپایی
دو دختر انگلیسی و مرد اروپایی (فرانسوی: Les Deux Anglaises et le Continent‎) فیلمی فرانسوی در سبک درام و عاشقانه به کارگردانی فرانسوا تروفو است که در سال ۱۹۷۱ منتشر شد. از بازیگران آن می‌توان به ژان‌پیر لئو، ژرژ دلرو، ایرن تانک و فرانسوا تروفو اشاره کرد.
فرانسوا تروفو پیش از مرگش در سال ۱۹۸۴، بیست دقیقه از صحنه‌های حذف شده قبلی را به فیلم افزود که بیشتر مربوط به پرداخت شخصیت‌های فیلم بود. این نسخهٔ فیلم، پس از مرگِ تروفو به نمایش درآمد و منتقدانی نظیر «تام واینر» معتقدند که موجب بهتر شدن فیلم گردیده است.